# Рескупорид VI
Рескупорид VI (Тиберий Юлий Рескупорид; греч. Τιβέριος Ἰούλιος Ῥησκούπορις Στ; погиб в 341/342) — царь Боспора в 303—341/342 годах. Вероятно первый властитель-христианин Боспора.

## Биография
Происходил из династии Тибериев Юлиев. Сын боспорского царя Фофорса. При рождении получил имя Олиот. В 303 году становится сонаследником отца, изменив имя на Рескупорид. Его нумерация частично противоречивая, поскольку некоторые исследователи не считают основателя династии Аспурга Рескупоридом I, а также есть гипотеза относительно тождества Рескупорида IV и Рескупорида V. Учитывая это, он может носить номер V или IV. Впрочем по полной нумерации он является Рескупоридом VI.
Стал соправителем отца наверное после поражения последнего мятежа против Рима, подавленного херсонесцами. Фактически правил в государстве до смерти Фофорса в 308 или 309 году. В 309 году сделал своим соправителем в азиатской части младшего брата Радамсада. До 320 лет качество боспорской монеты ухудшалось, для ее чеканки Рескупорид VI приказал использовать даже латунь.
После смерти брата-соправителя в 322 или 323 году Рескупорид VI сделал новым наследником сына или внука Савромата IV — Рескупорида VII. В этом, воспользовавшись войной за власть в Римской империи, которая не могла направить войска в Таврию, Рескупорид VI решил взял реванш за свое поражение отца в войне с Херсонесом. Ход этой кампании доподлинно неизвестен, однако боспорскому царю не удалось одолеть Херсонес. В конце концов была установлена граница рядом с современным Судаком.
В середине 330-х годов Рескупорид VI вероятно вынужден был принять христианство, поскольку в Римский империи окончательно утвердился Константин Великий, сторонник этой религии. Зато он обращается к римлянам, чтобы те за уплату ежегодной дани помогли обеспечить ему защиту от внешних врагов, но не получил значительной помощи. Последние известные монеты представляют царя с тиарой и надписью «BACILEWC RHCKOVPORIC», на обратной стороне — римского императора Константина I Великого. Это свидетельствует о восстановлении владычества Рима. Они датируются 336 годом. после этого чеканка боспорской монеты прекращается (до того считалось, что это произошло ок. 332 года).
В 335 году для обороны основных портов и городов по приказу Рескупорида была сооружена стена на таманском полуострове. Работы провел архитектор Евтих.
Впрочем в 336—337 году в Боспоре произошли беспорядки, вероятно связанные с амбициями сына царя Савромата, который сверг Рескупорида VII, став в 337 году соправителем Савроматом V.
В 341 или 342 года Боспор столкнулся с угрозой со стороны готов, король которых Германарих победил боспорское войско захватив Пантикапей. В этой войне погибли или были казнены Рескупорид VI и Савромат V. Погребальные предметы Рескупорида VI (V) сейчас находятся в музее Эрмитаж (Санкт-Петербург, Россия).
Власть была передана вассалу готов Рескупориду VIII (VII).
У Рескупорида VI было двое детей: Савромат V, правивший Боспором в 337—341/342 годах, и Анна (или Нана), жена царя Иберии Мириана III, почитаемая как святая.